# Federation of European Netball Associations
Federation of European Netball Associations är det europeiska idrottsförbundet för netball. För närvarande (2020) består förbundet av 12 nationsförbund, elva fullvärdiga medlemmar och en associerade.
Fullvärdiga medlemmar
- England
- Förenade arabemiraten
- Gibraltar
- Irland
- Isle of Man
- Israel
- Malta
- Nordirland
- Schweiz
- Skottland
- Wales

Associerad medlemmar
- Sverige

### Fotnoter
1. ↑  ”Our members” (på engelska). Netballeurope.com. Arkiverad från originalet den 22 december 2017. https://web.archive.org/web/20171222052956/https://netballeurope.com/our-members. Läst 26 juni 2020.